# Live in Japan (Ray Charles)
Live in Japan – nagrany na żywo album amerykańskiego muzyka Raya Charlesa, wydany w 1975 roku. Materiał na płytę zarejestrowany został podczas koncertu Charlesa w Japonii. Na albumie znalazły się takie hity muzyka, jak m.in. „Georgia on My Mind” i „I Can’t Stop Loving You”. Wykonania tych dwóch piosenek, a także utworu „Let The Good Times Roll”, pochodzące z Live in Japan, wydane zostały również na soundtracku biograficznego filmu Ray, Ray.

## Lista utworów
1. „Metamorphosis”
2. „Pair of Threes”
3. „Spain”
4. „Blowing the Blues Away”
5. „Introduction MC Ray Charles”
6. „Let the Good Times Roll”
7. „Then I’ll Be Home”
8. „Till There Was You”
9. „Feel So Bad”
10. „Georgia on My Mind”
11. „Busted”
12. „Am I Blue”
13. „Living for the City”
14. „I Can’t Stop Loving You”
15. „Take Me Home, Country Roads”
16. „Don’t Let Her Know”
17. „What’d I Say”